# Don't Chase the Dead
«Don't Chase the Dead» es una canción de la banda estadounidense Marilyn Manson. Fue lanzada el 10 de septiembre de 2020 como el segundo y último sencillo de su undécimo álbum de estudio We Are Chaos, editado en septiembre de 2020. Este fue el último sencillo lanzado por la banda a través de Loma Vista antes de que el sello los abandonara en febrero de 2021 luego de acusaciones de abuso contra el vocalista de la banda, acusaciones que él ha negado.
La pista alcanzó el puesto 29 en Mainstream Rock de Billboard, lo que convirtió a We Are Chaos en el primer álbum de estudio de la banda desde Mechanical Animals de 1998 que contiene más de un sencillo entre los treinta primeros en esa lista.

## Lanzamiento y promoción
El 8 de septiembre de 2020, Manson declaró que tenía la intención de crear un vídeo musical para "Don't Chase the Dead", pero que esto puede no ser posible debido a las restricciones impuestas como resultado de la pandemia de COVID-19. Dos días después, la pista se publicó como descarga digital de una sola pista, un día antes del lanzamiento del álbum. El vídeo musical de la canción se estrenó en YouTube el 24 de septiembre de 2020. Dirigido por Travis Shinn, presenta a Manson, el actor Norman Reedus y la esposa de Manson, Lindsay Usich. En el vídeo, los tres parecen estar huyendo de un atraco de arte fallido. Manson, aparentemente apuñalado durante el atraco, se desangra en el asiento trasero del auto de la fuga antes de que Usich ejecute a Reedus con un tiro en la cabeza. Luego deja ambos cuerpos en el auto en un callejón oscuro. Poco después de que se publicara el vídeo, se reveló que Manson y Usich se casaron en una ceremonia privada mientras estaban encerrados.
"Don't Chase the Dead" pasó tres meses en Mainstream Rock de Billboard, alcanzando el puesto 29 en la lista del 16 de enero. Esto convirtió a We Are Chaos en el primer álbum de estudio de la banda desde Mechanical Animals de 1998 en contener más de un sencillo entre los treinta primeros en esa lista, luego del pico entre los diez primeros de la canción principal en octubre anterior. La canción cayó abruptamente de las listas el 9 de febrero, una semana después de que Evan Rachel Wood y varias otras personas acusaran a Manson de abuso, acusaciones que él negó. Posteriormente, la canción se convirtió en su lanzamiento final emitido por Loma Vista, ya que el sello eliminó a la banda poco después de que se hicieran públicas las acusaciones.

## Posicionamiento en lista
| Lista (2020-2021)                             | Posición |
| --------------------------------------------- | -------- |
| US Alternative Digital Songs (Billboard)      | 15       |
| US Hot Hard Rock Songs (Billboard)            | 5        |
| US Hot Rock Digital Songs (Billboard)         | 13       |
| Estados Unidos (Hot Rock & Alternative Songs) | 49       |
| Estados Unidos (Mainstream Rock)              | 29       |

## Personal
Marilyn Manson
- Marilyn Manson – compositor, vocales, productor, arte del single.
- Paul Wiley – Guitarra
- John Alderete – Bajo
- Brandon Perzborn – Batería

Músicos y personal adicional
- Shooter Jennings – Compositor, guitarra adicional, productor
- John Schreffler – Pedal steel guitar
- Ted Russell Kamp – Bajo adicional
- Jamie Douglass – Batería adicional
- David Spreng – Grabación
- Mark Rains – Grabación